# Gary A. Stevens
Gary Andrew Stevens (Hillingdon, 30 de março de 1962), é um ex-futebolista profissional inglês que atuava como zagueiro.

## Carreira
Gary Andrew Stevens fez parte do elenco da Seleção Inglesa de Futebol, da Copa de 1986.